# Mistress Branican

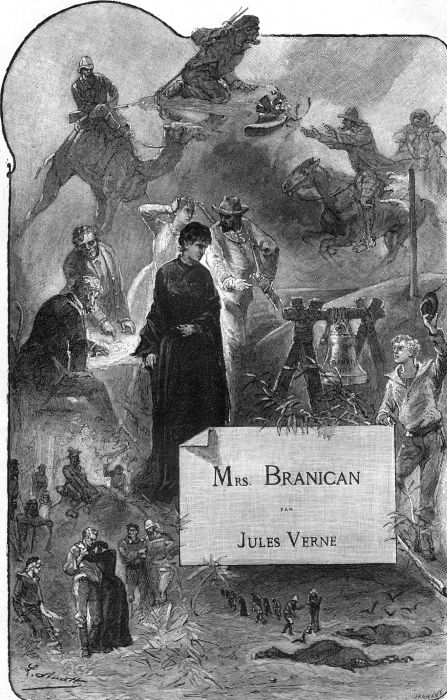
Titelseite der französischen Originalausgabe mit einer Illustration des Zeichners Léon Benett

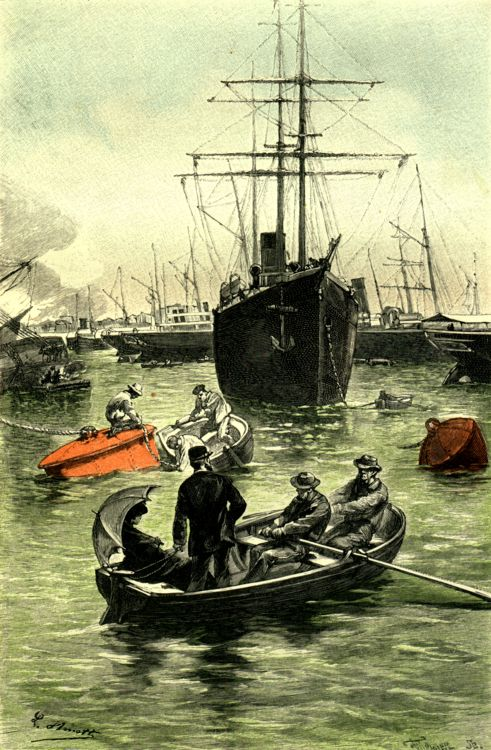
Illustration aus dem Roman von dem Zeichner Léon Benett

Mistress Branican (auch Mrs. Branican) ist ein Roman des französischen Autors Jules Verne. Der Roman wurde erstmals als Buch 1891 von dem Verlag Pierre-Jules Hetzel unter dem französischen Titel Mistress Branican veröffentlicht, und zwar Band I am 3. August 1891 und Band II am 9. November 1891. Eine Vorabveröffentlichung erfolgte im Magasin d’Éducation et de Récréation im Band 53 und 54 vom 1. Januar bis zum 15. Dezember 1891. Die erste deutschsprachige Ausgabe erschien 1891 unter dem Titel Mistreß Branican. Der englische Titel des Romans lautet Mistress Branican.

## Handlung
Im März 1875 verlässt das Segelschiff Franklin unter seinem Kapitän John Branican den Hafen von San Diego in Kalifornien. Sein Ziel ist das indische Kalkutta, doch nach vielen Monaten gibt es von dem Schiff und dessen Mannschaft keinerlei Lebenszeichen mehr. Das Schiff gilt schließlich mit seiner Mannschaft als verloren. Die junge Frau des Kapitäns, die einundzwanzigjährige Dolly Branican, will das jedoch nicht hinnehmen. Sie hat in ihrem jungen Leben bereits Schweres durchgemacht. Ihr Sohn Wat starb bei einem Schiffsunglück und sie selbst ist dem Tode nahe. Die Hoffnung, dass ihr Mann noch am Leben ist, hält sie selbst noch am Leben. Sie lebt mehrere Jahre in geistiger Umnachtung und bringt ihren zweiten Sohn Godfrey zur Welt, von dem sie jedoch getrennt wird und von dessen Existenz sie nichts weiß. Mit dem Geld aus einer Erbschaft ihres Onkels finanziert sie mehrere Suchexpeditionen. Sie ist fest davon überzeugt ihren Mann John zu finden. Nach mehreren Jahren gibt es noch immer keine Spur von John. Dann erfährt sie jedoch, dass Eingeborene ihren Mann in Australien gefangen halten sollen. Die größte Gefahr bei der Suchexpedition geht von dem Mann von Dollys Cousine Jane aus. Len Burker beabsichtigt John und Dolly zu töten, um an deren Erbschaft zu kommen. Doch am Ende leben John und Dolly, aber Len und Jane sterben. John und Dolly sind wieder vereint und erfahren von Jane vor deren Tod, dass Godfrey ihr Sohn ist. Die Familie Branican ist wieder vereint und alles wendet sich zum Guten.